# 비비안 세갈

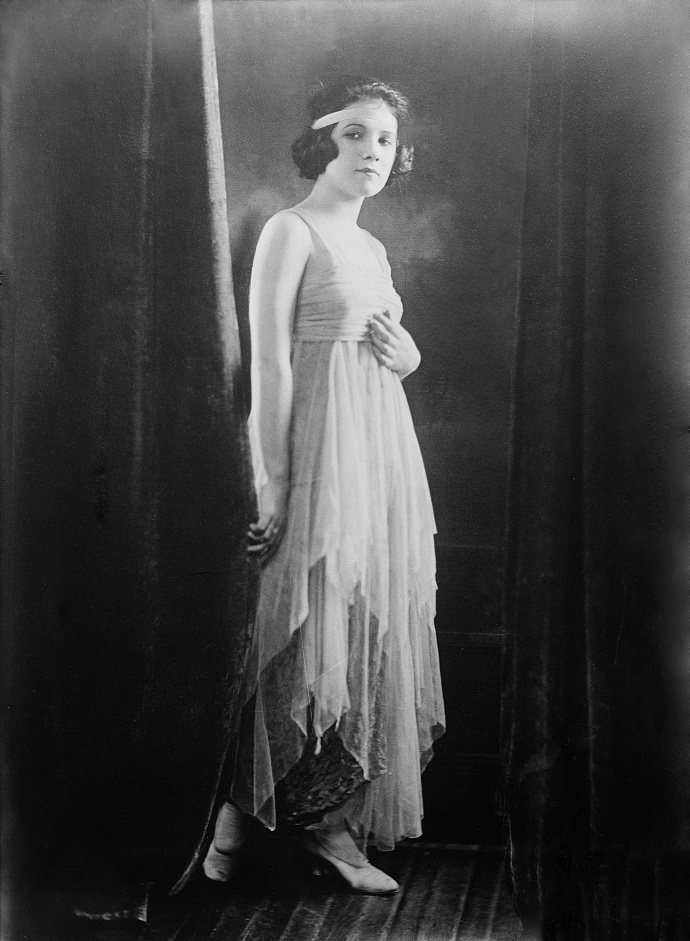

비비안 세갈(Vivienne Segal, 1897년 4월 19일 ~ 1992년 12월 29일)은 미국의 배우, 텔레비전 배우, 영화배우이다.
필라델피아에서 태어났으며 베벌리힐스에서 사망하였다. 사인은 질병이다.

## 영화
- 캣 앤 더 피들 (1934년)
- 비에니즈 나이츠 (1930년)
- 송 오브 더 웨스트 (1930년)
- 브라이드 오브 더 리저먼트 (1930년)